# Im Schillingshof
Im Schillingshof ist ein Roman (Familienroman, Eheroman, Liebesroman), den E. Marlitt 1879 in der Familienwochenschrift Die Gartenlaube veröffentlicht hat (Hefte 14–39). Die mit Illustrationen von Wilhelm Claudius versehene Buchausgabe  folgte 1880 im Verlag des ehemaligen, 1878 verstorbenen Herausgebers der Gartenlaube, Ernst Keil.
Der Roman erzählt die Geschichte von Arnold von Schilling, einem künstlerisch veranlagten Freiherrn, der in einer arrangierten Ehe mit einer ungeliebten Frau gefangen ist, aus der er sich im Laufe der Handlung befreien kann. In den Nebenhandlungen geht es unter anderem um Arnolds Nachbarin Therese Lucian, die sich von ihrem einzigen Sohn entfremdet, nach dessen Tod aber mit ihren Enkeln vereinigt wird, und um die Dienstmagd Hannchen, deren Vater nach einer ungerechten Anschuldigung Selbstmord begeht, von Hannchen aber rehabilitiert wird.

## Handlung

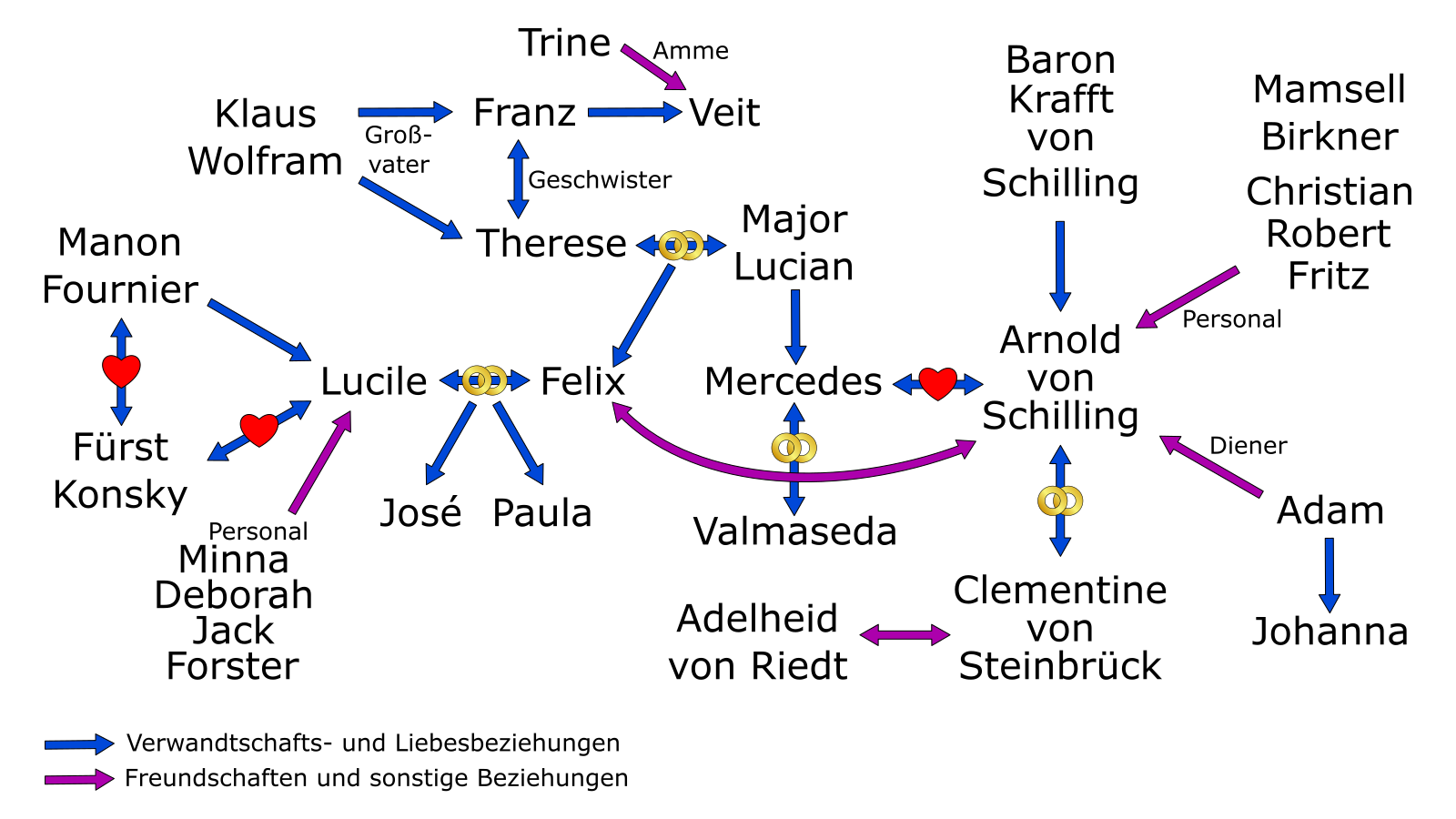
Die Figurenbeziehungen im Roman

Ort der Handlung ist ein fiktives ehemaliges Benediktinerkloster in einer unbezeichneten deutschen Stadt, die Zeit zunächst das Jahr 1860.
Kapitel 1–9. Hinter der Bezeichnung „Schillingshof“ verbirgt sich ein repräsentatives Wohnhaus, in dem die Benediktiner einst ihre Gäste untergebracht hatten. Nach der Reformation fielen Kloster und Gästehaus neuen Herren zu:
Das Gästehaus, das seitdem den Namen „Schillingshof“ trägt, übernehmen die Freiherren von Schilling. Wenige Generationen später sind diese allerdings vom Untergang bedroht. Der letzte männliche Erbe, Arnold von Schilling, rettet den Besitz, indem er eine Konvenienzehe mit seiner Kusine Clementine eingeht. Der Ehevertrag fällt weitgehend zugunsten der Braut aus.
Die übrige Klosteranlage gelangt in den Besitz der Familie Wolfram, die den Komplex zu einem florierenden landwirtschaftlichen Betrieb ausbaut. Auch die Wolfram haben nach einigen Generationen Nachwuchsprobleme: So werden dem Franz Wolfram zwar fünf Töchter geboren, aber kein männlicher Erbe. Noch dazu überlebt von den Mädchen keines. Ein Ausweg zeichnet sich ab, als Franz‘ Schwester Therese sich mit ihrem Ehemann, einem Major Lucian, entzweit und samt ihrem Sohn Felix ins Wolframhaus zurückkehrt. Felix nimmt, als designierter Erbe, den Namen Wolfram an. Diese Pläne zerschlagen sich, als Franz unerwartet doch noch Vater eines Sohnes wird. Weil die Mutter kurz nach der Geburt stirbt, zieht Therese das Kind auf. Felix gerät, mit Billigung seiner Mutter, ins Hintertreffen.
Felix ist mit Arnold von Schilling befreundet. Nahegekommen sind die beiden jungen Männer sich als Jurastudenten in Berlin. Ihre Väter jedoch sind verfeindet.
Die Handlung des Romans setzt damit ein, dass Franz Wolfram zu einem Spottpreis ein Stück Land erwirbt, unter dem eine große Kohlenlagerstätte verborgen liegt. Entdeckt hatte diesen Bodenschatz eigentlich Arnolds Vater Krafft von Schilling. Als Wolfram ihm zuvorkommt, glaubt der aufbrausende Krafft, sein Diener Adam habe dem Nachbarn die Sache verraten. Adam wird aus dem Haus geworfen und ertränkt sich, weil er die ungerechte Schande nicht aushält, im Fluss. Seine kleine Tochter Johanna gelobt, ihren Vater zu rehabilitieren. Arnold ahnt, dass eine Ungerechtigkeit vorliegt, und nimmt die Waise in seinen Haushalt auf.
Felix liebt Lucile, die lebenslustige und recht oberflächliche Tochter einer bekannten Berliner Ballerina. Da weder Luciles Mutter (die für die Tochter eine Bühnenkarriere plant) noch Felix’ Mutter und Onkel dieser Verbindung ihren Segen geben wollen, gehen die jungen Liebenden nach South Carolina, wo Felix’ Vater, der Major Lucian, inzwischen die Tochter eines spanischen Plantagenbesitzers geheiratet hat und reich geworden ist. Aus der zweiten Ehe des Majors stammt eine 13-jährige Tochter Mercedes. Als Arnold zufällig ein Porträt des jungen Mädchens vor die Augen kommt, ist er von der schönen Fremden seltsam beeindruckt.
Kapitel 10–12. Acht Jahre später. Im Wolframhaus ist der Stammhalter Veit zu einem „rumorenden Teufelchen“ herangewachsen. Im Schillingshof ist der alte Krafft gestorben; Arnold, nun nicht nur Veteran des böhmischen Feldzuges von 1866, sondern auch ein erfolgreicher Maler, ist jetzt Familienvorstand. Seine Frau Clementine hat, da Arnold sie offensichtlich nicht liebt, ihre Freundin Adelheid zu sich geholt. In Amerika haben Major Lucian und Sohn Felix im Bürgerkrieg ihren gesamten Besitz verloren und sind gefallen. Felix’ letzter Wunsch war es gewesen, dass Lucile mit den gemeinsamen Kindern José und Paula nach Deutschland kommt und Kontakt zu seiner Mutter aufnimmt. Clementine ist mit der zu erwartenden Einquartierung der „Tänzerin“ nicht einverstanden und reist mit Adelheid zu einer Wallfahrt nach Rom, nicht ohne insgeheim zu hoffen, dass Arnold sie vermissen wird.
Kapitel 13–15. Luciles Anreise erzeugt einiges Aufsehen, denn außer ihren Kindern bringt sie auch einen Konzertflügel, einen großen Hund, zwei afroamerikanische Diener und Felix’ aparte Halbschwester Mercedes mit. Mercedes, eine schöne, aber auch finstere und abweisende junge Frau, war im Amerikanischen Bürgerkrieg innerhalb eines einzigen Tages Ehefrau und Witwe geworden.
Kapitel 16–23. Arnold deckt Mercedes bei ihrem Anliegen, den Kindern zu ihrem Wolframschen Erbe zu verhelfen, den Rücken. Zu einer ersten Annäherung zwischen Therese und ihren Enkeln kommt es, als Veit José zum Spielen zum Wolframhaus lockt und ihn in der Rumpelkammer einsperrt. Therese befreit ihn und bezieht erstmals Position gegen Veit, der im Hause wie ein Kronprinz behandelt wird. Im Anschluss an die Aufregung des Eingesperrtseins erkrankt José schwer. Mercedes und Arnold kommen sich bei der gemeinsamen Pflege des Kindes näher; doch treiben ihre sehr schroffen Persönlichkeiten sie bald auch wieder auseinander. Da Lucile sich trotz ihrer Mutterschaft immer noch wie ein zerbrechliches junges Mädchen gebärdet, hält Mercedes den Verlust des Vermögens vor ihr geheim. Als Lucile infolgedessen mehr Geld ausgibt als vorhanden ist, kommt es zu Spannungen, und Lucile macht sich schließlich heimlich auf den Weg nach Berlin, wo sie für ein Bühnenengagement erwartet wird. Arnold reist ihr nach, um sie zurückzuholen.
Kapitel 24–33. Da Lucile sich zu einer Rückkehr nicht bewegen lässt, kehrt Arnold ohne sie aus Berlin zurück. Bereits kurz vorher waren auch Clementine und Adelheit von ihrer Pilgerreise zurückgekehrt. Als Clementine entdeckt, dass Arnold sie überhaupt nicht vermisst hat, wird sie krank.
Im Schillingshof verschwindet unter mysteriösen Umständen ein wichtiges Dokument: Felix’ letzter Wille, in dem verfügt war, dass die Kinder mit seiner Mutter in Kontakt gebracht werden sollen. Die Annäherung nimmt dennoch ihren Lauf: Nach einer Begegnung mit Mercedes sucht Therese erstmals Nähe zu José und stellt sich ihm als seine Großmutter vor. Als Lucile wenig später ihre Tochter Paula zu entführen versucht, ist es Therese, die sie daran hindert. Nach Luciles erneuter Abreise übergibt Mercedes Therese die Kinder.
Kapitel 34–37. Wolfram hatte in der Kohlengrube Raubbau getrieben und die Sicherheitsregeln nicht beachtet. Infolgedessen kommt es in den Schächten zu einem großen Wassereinbruch; das Unglück kostet viele Menschenleben. Der in dem Durcheinander unbeaufsichtigte Veit entdeckt zwischen Wolframhaus und Schillingshof einen alten Geheimgang, den sogenannten „Mäuseweg“. Johanna ertappt ihn und erlangt dadurch Gewissheit, dass nicht ihr Vater der Spion war, sondern dass Franz Wolfram selbst spioniert hatte. Letzte Zweifel an diesem Verdacht werden ausgeräumt, als sich in Wolframs Besitz auch das gestohlene Dokument findet. Wolfram stirbt während der Rettungsarbeiten in der Grube. Unmittelbar zuvor war an einem epileptischen Anfall auch Veit gestorben. Einzige Erbin des Wolframschen Vermögens ist damit Therese.
Kapitel 38–39. Arnold konfrontiert Clementine mit der Erklärung, dass er sie nicht liebt und dass er sie auszuzahlen plant. Clementine ist außer sich. Als sie aus Rache Arnolds Atelier unter Wasser zu setzen versucht, schreitet Mercedes rettend ein, wird im Handgemenge mit Clementine aber verletzt.
Arnold hat einige seiner Gemälde auf auswärtigen Kunstausstellungen untergebracht und reist ab, um dort selbst zur Stelle zu sein. Er kann nicht verhindern, dass Clementine ihn begleitet. Mercedes, die Armut bis dahin vorgeschützt hat, tatsächlich über erhebliche Geldreserven verfügt, kauft unfern des Schillingshofes eine Villa, in die sie mit Therese und den Kindern übersiedelt.
Kapitel 40–41. Drei Jahre später. Das anstrengende Bühnenleben hat Lucile schwer krank gemacht, sie lebt wieder bei Mercedes und ihren Kindern.  Clementine hat sich scheiden lassen und lebt im Kloster. Arnold ist nun frei und kehrt zu Mercedes zurück, ihrer Verbindung steht nichts mehr im Wege.

## Stellenwert des Romans in Marlitts Gesamtwerk
Mehr als in ihren anderen Arbeiten bricht Marlitt in diesem Roman mit den von ihr selbst geschaffenen Lesererwartungen. So ist Im Schillingshof Marlitts einziges Prosawerk, in dem für die Leser erst relativ spät im Handlungsverlauf klar wird, wer eigentlich die weibliche Hauptfigur ist. Weiterhin überrascht Marlitt ihr Publikum mit dem männlichen Liebespartner. Zwar wird Arnold von Schilling bereits früh eingeführt, jedoch als verheirateter Mann, was ihn für die Leser als Liebespartner der Protagonistin zunächst sehr unwahrscheinlich macht. In allen übrigen Arbeiten Marlitts ist die männliche Hauptfigur beim ersten Zusammentreffen mit der Protagonistin ungebunden.

## Hintergrund
Die im Roman berührte Thematik des durch einen Wassereinbruch verursachen Bergwerkunglücks war vielen Lesern der Gartenlaube durch einen Bericht Grube Döllinger: Aus den Schreckenstagen zu Teplitz noch gut in Erinnerung (Heft 10, 1879).

## Publikation und Rezeption
Ernst Keil hatte den Lesern der Gartenlaube die Publikation des Romans bereits für Anfang 1878 in Aussicht gestellt. Marlitt war zu diesem Zeitpunkt jedoch krank und konnte die benötigten Kapitel zunächst nicht liefern.
Herbert Ballmann inszenierte für das ZDF 1973 einen Fernsehfilm Im Schillingshof. Zu sehen waren darin Joachim Ansorge (Arnold), Evelyn Opela (Mercedes) und Ursela Monn (Lucile).

## Ausgaben (Auswahl)
- Im Schillingshof. Ernst Keil, 1880.
- Im Schillingshof. Schreiter, Berlin 1918.
- Im Schillingshof. Langen Müller, München 1994.
- Im Schillingshof. Hofenberg, 2015, ISBN 978-3-8430-3179-0.

In anderen Sprachen:
- In the Schillingscourt: A romance. G. Munro's Sons, New York 1879.
- Schillingshof. F. & G. Beijer, Stockholm 1879.
- La abuela: la casa Schilling. Montaner y Simón, Barcelona 1914.